# 11-ヒドロキシ-Δ9-テトラヒドロカンナビノール
11-ヒドロキシ-Δ9-テトラヒドロカンナビノール（11-Hydroxy-Δ9-tetrahydrocannabinol、11-OH-THC、11-ヒドロキシ-THC）は、脱炭酸した大麻を摂取した後に体内で形成されるテトラヒドロカンナビノール（THC）の主要な活性代謝物である。
新鮮な大麻はテトラヒドロカンナビノール酸（THCA）を含む。これは加熱後にTHCへと変換され、次に体内で11-ヒドロキシ-THCとさらに11-ノル-9-カルボキシ-THCへと代謝される。どちらの化合物もグルクロン酸抱合を受け、主に尿へと排出される。どちらの化合物もTHCと共に血液検査において調べられる。